# Закон и порядок: Преступное намерение (1-й сезон)
Первый сезон американского детективного телесериала «Закон и порядок: Преступное намерение», премьера которого состоялась на американском телеканале NBC 30 сентября 2001 года, а заключительная серия сезона вышла 10 мая 2002 года. Сериал создан Диком Вульфом и Рене Балсером. Сериал второй спин-оффов телесериала    «Закон и порядок».

## Сюжет
Преступник — это главная фигура в преступлении, свидетель содеянного, а зачастую и жертва жестоких жизненных обстоятельств. Постоянными действующими лицами сериала являются нью-йоркские детективы департамента по расследованию убийств.
Главный герой — проницательный детектив Роберт Горен работает в паре с женщиной-детективом Алекс Имс. Возглавляет департамент капитан Дикинс. В каждой серии эта сплоченная команда сталкивается с самыми чудовищными преступлениями и с теми, кто их совершил.

## В ролях

### Основной состав
- Кэтрин Эрбе - детектив Александра Эймс
- Винсент Д’Онофрио - детектив Роберт Горен
- Джейми Шеридан - капитан Джеймс Дикинс
- Кортни Би Вэнс - помощник окружного прокурора Рон Карвер

## Эпизоды
| № общий | № в сезоне | Название                                              | Режиссёр             | Автор сценария                                                          | Дата премьеры    | Произв. код | Зрители в США (млн) |
| ------- | ---------- | ----------------------------------------------------- | -------------------- | ----------------------------------------------------------------------- | ---------------- | ----------- | ------------------- |
| 1       | 1          | «One» «Один»                                          | Жан Де Сегонзак      | Рене Балсер & Дик Вульф                                                 | 30 сентября 2001 | 101         | 12.80               |
| 2       | 2          | «Art» «Искусство»                                     | Дэвид Платт          | Элизабет Косин                                                          | 7 октября 2001   | 102         | 11.30               |
| 3       | 3          | «Smothered» «Подавлять»                               | Майкл Филдс          | Марлен Мейер                                                            | 14 октября 2001  | 103         | 14.50               |
| 4       | 4          | «The Faithful» «Верующий»                             | Константин Макрис    | Стефани Сенгупта                                                        | 17 октября 2001  | 104         | 19.30               |
| 5       | 5          | «Jones» «Джонс»                                       | Фрэнк Принзи         | Рене Балсер & Джеффри Нейер                                             | 21 октября 2001  | 105         | 13.10               |
| 6       | 6          | «The Extra Man» «Лишний человек»                      | Жан Де Сегонзак      | Марлен Мейер                                                            | 28 октября 2001  | 106         | 12.60               |
| 7       | 7          | «Poison» «Яд»                                         | Глория Муцио         | Стефани Сенгупта                                                        | 11 ноября 2001   | 107         | 11.80               |
| 8       | 8          | «The Pardoner's Tale» «История о помиловании»         | Стив Шилл            | Тереза Ребек                                                            | 18 ноября 2001   | 108         | 12.80               |
| 9       | 9          | «The Good Doctor» «Хороший доктор»                    | Константин Макрис    | Джеффри Нейер                                                           | 25 ноября 2001   | 109         | 14.00               |
| 10      | 10         | «Enemy Within» «Враг внутри»                          | Джон Дэвид Коулз     | Дэвид Блэк                                                              | 9 декабря 2001   | 110         | 10.80               |
| 11      | 11         | «The Third Horseman» «Третий всадник»                 | Константин Макрис    | Рене Балсер                                                             | 6 января 2002    | 111         | 12.30               |
| 12      | 12         | «Crazy» «Сумасшедший»                                 | Стив Шилл            | Рене Балсер                                                             | 13 января 2002   | 112         | 13.30               |
| 13      | 13         | «The Insider» «Инсайдер»                              | Ян Эглсон            | Элизабет Косин                                                          | 27 января 2002   | 113         | 13.00               |
| 14      | 14         | «Homo Homini Lupus» «Челове́к челове́ку волк»           | Дэвид Платт          | Рене Балсер                                                             | 3 марта 2002     | 114         | 11.60               |
| 15      | 15         | «Semi-Professional» «Полупрофессиональный специалист» | Глория Муцио         | История: Рене Балсер & Стефани Сенгупта Телеадаптация: Стефани Сенгупта | 10 марта 2002    | 115         | 8.60                |
| 16      | 16         | «Phantom» «Призрак»                                   | Хуан Хосе Кампанелья | История: Рене Балсер & Марлен Мейер Телеадаптация: Марлен Мейер         | 17 марта 2002    | 116         | 11.90               |
| 17      | 17         | «Seizure» «Изъятие»                                   | Майкл Филдс          | История: Рене Балсер & Холл Пауэлл Телеадаптация: Холл Пауэлл           | 31 марта 2002    | 117         | 11.70               |
| 18      | 18         | «Yesterday» «Вчерашний день»                          | Жан Де Сегонзак      | История: Рене Балсер & Тереза Ребек Телеадаптация: Тереза Ребек         | 14 апреля 2002   | 118         | 10.30               |
| 19      | 19         | «Maledictus» «Маледиктус»                             | Фрэнк Принзи         | История: Рене Балсер & Стефани Сенгупта Телеадаптация: Стефани Сенгупта | 21 апреля 2002   | 119         | 11.50               |
| 20      | 20         | «Badge» «Значок»                                      | Константин Макрис    | История: Рене Балсер & Марлен Мейер Телеадаптация: Марлен Мейер         | 28 апреля 2002   | 120         | 13.40               |
| 21      | 21         | «Faith» «Вера»                                        | Эдвин Шерин          | История: Рене Балсер & Тереза Ребек Телеадаптация: Тереза Ребек         | 28 апреля 2002   | 121         | 15.30               |
| 22      | 22         | «Tuxedo Hill» «Смокинг»                               | Стив Шилл            | Рене Балсер                                                             | 10 мая 2002      | 122         | 15.20               |